# Fulmer (Angleterre)
Pour les articles homonymes, voir Fulmer.
Fulmer est un village d'Angleterre situé dans le sud du Buckinghamshire.
Il est aujourd'hui considéré par de nombreuses personnes comme faisant partie de la commune de Gerrards Cross.

## Habitants célèbres
- Angelina Jolie
- Brad Pitt
- Vernon Kay
- Tess Daly

## Personnalité né à Fulmer
- Michael York